# Irena Karłowska
Irena Karłowska (ur. 1929 w Warszawie, zm. 23 lipca 2021) – polska stomatolog, prof. dr hab. n med.

## Życiorys
Studiowała w Akademii Medycznej w Warszawie, w 1963 obroniła pracę doktorską, następnie uzyskała stopień doktora habilitowanego. 14 stycznia 1992 nadano jej tytuł profesora w zakresie nauk medycznych. Została zatrudniona na stanowisku kierownika w Katedrze i Zakładzie Ortodoncji na Wydziale Stomatologii Pomorskiej Akademii Medycznej w Szczecinie.
Zmarła 23 lipca 2021.

## Odznaczenia
- Złoty Krzyż Zasługi[1]
- Gloria Orthodontiae[1]
- Krzyż Oficerski Orderu Odrodzenia Polski[1]
- Odznaka Gryfa Pomorskiego[1]